# .google
 .google је домен највишег нивоа робне марке (TLD) који се користи у систему имена домена на Интернету . Основан 2014. године, њиме управља Аlphabet Inc., матична компанија Google-a. То је био први регистровани gTLD домен који је повезан са јавно доступном веб страницом.
Постоје планови за премештање других производа и домена из Alphabet-a у .google.
Google домени је услуга регистрације домена на https://domains.google.
Поред тога, Google такође поседује домен .goog, док управља бројним другим веб локацијама у домену google, на пример:
- https://about.google, веб локација која приказује Google производе и податке о компанији
- https://blog.google, блог вести о Google производима
- https://registry.google, информативна страница о Google-овим регистрованим доменима
- https://nic.google преусмерава на Google регистар домена
- https://ai.google, веб локација која приказује употребу Google-ових производа за вештачку интелигенцију
- https://design.google, веб локација која пружа информације и вести о Google дизајну
- https://web.archive.org/web/20180909105440/https://environment.google/: преусмерава на Google Sustainability
- https://pride.google, веб локација која промовише свест о Pride парадама широм Америке
- https://crisisresponse.google, веб локација која прави свест о Google кризној помоћи
- https://grow.google, веб локација са Google алатима за раст малих предузећа и стартапова
- https://diversity.google, веб локација посвећена разговору о Google-овом приступу разноликости и инклузији
- https://safety.google, веб локација посвећена едукацији људи о темама као што су безбедност података, контрола приватности и мрежна заштита
- https://dns.google, пружа приступ Google-овом јавном DNS-у
- https://domains.google, веб локација о Google доменима
- https://wellbeing.google, веб локација о дигиталном благостању
- https://sustainability.google, веб локација која промовише одрживи раст и животну средину
- https://teachfromhome.google, сајт за едукаторе ca алатима за предавања од куће створеним за време пандемије коронавируса.